# 李进 (1949年)
李进（1949年3月—），江苏武进人，教授，博士生导师，上海市第十届、第十一届政协委员。现任上海杉达学院第五任校长、党委副书记。

## 生平
2000年10月任上海东沪职业技术学院院长、党委副书记，2001年11月任上海第二工业大学副校长、2004年4月任党委书记，2006年1月任上海师范大学校长、党委常委，2011年8月起任上海杉达学院第五任校长、党委副书记。兼任中国高等教育学会产学研合作教育分会副会长、教育部全国高等院校设置委员会委员、教育部国家示范性高等职业院校建设工作协作委员会会长、全国高职高专校长联席会议名誉主席（原主席）、上海产学合作教育协会副会长兼秘书长，上海职教协会副会长。上海市社会科学界联合会副主席，上海师范大学职业技术教育博士点学科带头人。

## 荣誉
2016年1月17日，李进获选“2015年学生喜爱的大学校长”（中国高等教育学会和中国青年报社主办）。